# Lights and Shadows
"Lights and Shadows" er en sang fremført af gruppen O'G3NE som deltog i Eurovision Song Contest 2017. Sangen opnåede en 11. plads.

## Eksterne kilder og henvisninger
| Musik | Spire Denne musikartikel er en spire som bør udbygges. Du er velkommen til at hjælpe Wikipedia ved at udvide den. |